# Lucius Iavolenus Priscus
(Caius Octavius Tidius Tossianus) Lucius Iavolenus Priscus est un sénateur et éminent juriste romain, qui s'illustre par une longue et brillante carrière politique et militaire sous les empereurs Domitien, Nerva et Trajan. Il est consul suffect en 86, puis gouverneur des importantes provinces de Germanie supérieure, de Syrie et d'Afrique, ainsi que conseiller de l'empereur Trajan.

## Cursus honorum

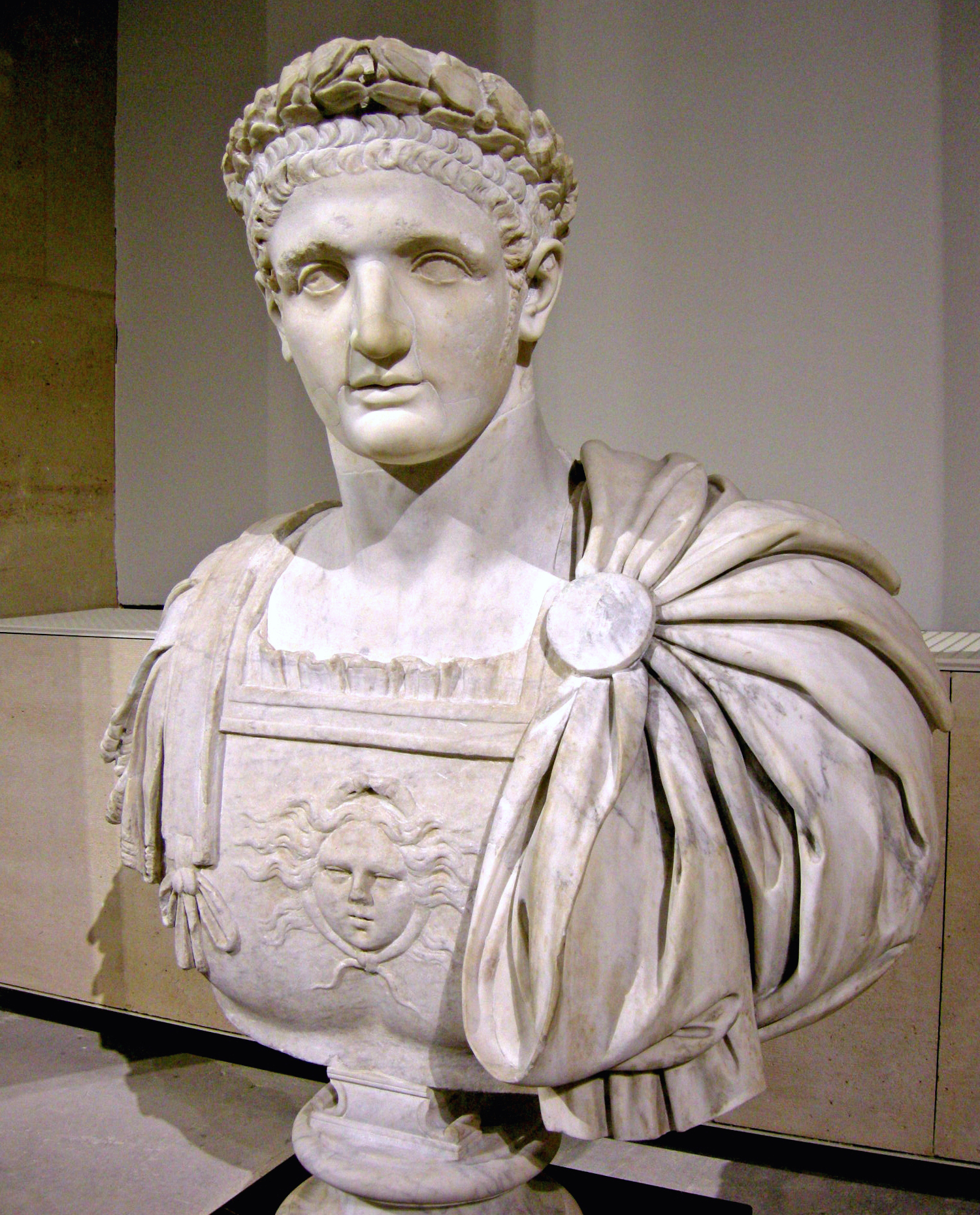
L'empereur Domitien (81 à 96).

Il est peut-être originaire de Iguvium en Ombrie ou plus probablement de Nedinum en Dalmatie, où l'on a retrouvé une inscription retraçant son cursus.
Il est légat de la legio IV Flavia Felix en Dalmatie, puis en l'an 83 de la legio III Augusta in Numidie. De 84 à 86, puis est iuridicus provinciae Britanniae,.
Sous Domitien, il est consul suffect en 86 puis gouverneur (légat d'Auguste propréteur) en Germanie supérieure entre 89/90 et 91/92,.

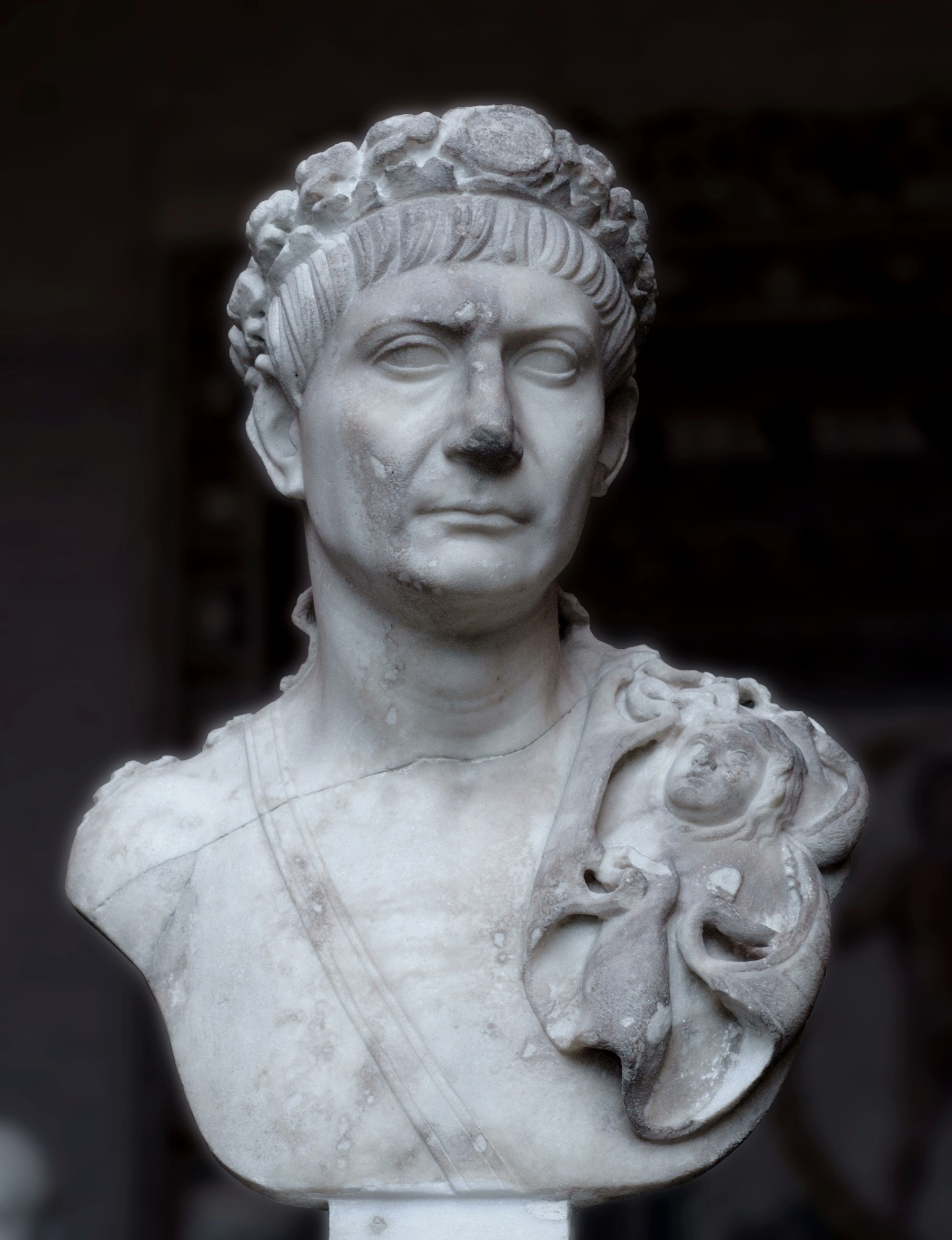
L'empereur Trajan (98 à 117).

Il est gouverneur (légat d'Auguste propréteur) de l'importante province de Syrie sous Trajan, entre 98/99 et 99/100. Il y remplace Aulus Larcius Priscus. Vers 100, Caius Antius Aulus Iulius Quadratus lui succède.
Il est proconsul d'Afrique vers 101,. Il est un des conseillers de l'empereur Trajan. Il est membre du collège des pontifes vers 102.
Lors d'une de ces lectures publiques très prisées par Pline le Jeune,, ce dernier souligne que « Priscus n’a plus tout sa tête » dans une lettre datée des environs de 106-107. Une autre lettre de Pline, datée de 97/98, voire 100, s'adresse à un Priscus qui est à la tête d'une importante armée : il s'agit peut-être Iavolenus Priscus, alors gouverneur de Syrie et à la tête de l’armée d'Orient ou alors encore en fonction en Germanie à la tête de l’armée du Rhin, mais il peut s'agir de son prédécesseur Aulus Larcius Priscus en Syrie et ou de Lucius Neratius Priscus en Germanie inférieure.
Il meurt très âgé vers l’an 120.

## Juriste
Il est le successeur de Cnaeus Arulenus Caelius Sabinus à la tête de la Scholae Sabinianae,,, ou école « cassienne », une école de jurisprudence. On connaît de lui via le Digeste :
- XIV libros Epistularum, collection de questions et réponses.
- Ex Cassio, quinze livres de commentaires du droit civil de Caius Cassius Longinus, consul éponyme en 30.
- Ex Plautio, cinq livres de commentaires de la collection des questions de Plautius.
- X libros Commentariorum ad « Posteriora » de Labéon.

Chaque définition de droit civil semble dangereuse pour lui.
Son successeur à la Scholae Sabinianae est Publius Salvius Iulianus, qui a été son élève,,.